# Christian Landgren
Per Christian Landgren, född 4 december 1976 i Västerleds församling, Stockholms län, är en svensk entreprenör, grundare, IT-konsult och debattör. 
Han är mest känd för att vara en av dem som skapade Öppna Skolplattformen som en reaktion på att Stockholms kommuns IT-stöd inte fungerade tillfredsställande. Detta har gett upphov till en infekterad dialog mellan staden och utvecklarna.

## Karriär
Landgren grundade Iteam 1995 och har blivit utsedd till "en av Sveriges bästa programmerare" av IDG, tech-entreprenör och rådgivare till regeringen i digitala frågor, pratat på TEDx. Grundare av Öppna Skolplattformen. Initiativtagare till Sweden API Award.
Han deltar med start 2022 som expert i "Utredningen om utvecklad reglering och styrning av interoperabilitet vid datadelning inom den offentliga förvaltningen och från den offentliga förvaltningen till externa aktörer" (I 2022:03).

## Källa